# Herman Hugo
Pour les personnes ayant le même patronyme, voir Hugo.
Hermannus Hugo (dont le nom vernaculaire n'est pas attesté, peut-être Herman Huyghs), né le 9 mai 1588 à Bruxelles et décédé le 12 septembre 1629 à Rheinberg (Rhénanie-Westphalie), était un prêtre jésuite des Pays-Bas méridionaux, poète-écrivain latin et aumônier militaire des troupes royales espagnoles.

## Biographie
Après ses humanités secondaires il fait deux années d’études de philosophie à l’université de Louvain avant d’entrer, le 4 septembre 1605, dans la Compagnie de Jésus. Il fait son noviciat à Tournai.
Sa première formation spirituelle terminée il enseigne au collège jésuite d’Anvers (1607-1612). Il se fait remarquer en dirigeant une anthologie de poèmes composés par ses élèves pour honorer la mémoire des évêques de la ville d’Anvers. C’est le Fama postuma Praesulum Antverpiensum (1611). La même année il publie des lettres de missionnaires jésuites en Chine, les pères Matteo Ricci et Joao Rodrigues.

### Aumônier militaire
Ordonné prêtre le 11 novembre 1613 (probablement à Louvain) il est nommé préfet des études au collège de Bruxelles. C’est alors qu’il est remarqué par Philippe d’Arenberg, duc d’Aarschot qui le prend avec lui lors d’un voyage en Espagne (en 1621). Il en revient comme aumônier des troupes royales espagnoles.
Ambroise de Spinola qui commande les troupes espagnoles dans les Pays-Bas le prend comme aumônier. Dès lors Herman Hugo l’accompagne dans ses campagnes militaires. C’est la Missio castrensis (la Mission des camps). Il est présent au siège de Bergen-op-zoom de 1622 (un échec de Spinola). Il est surtout témoin de la prise et reddition de Breda en 1625, un  triomphe pour le même marquis de Spinola. Hugo en fait une relation écrite : Obsidio bredana (1626). Le livre est rapidement traduit en espagnol, anglais et français

### Écrivain latin
Excellent polyglotte, Herman Hugo parle le néerlandais, le français, l’espagnol et l’italien, mais c'est le latin qui fut la seule langue dans laquelle il exprima ses sentiments et sa sensibilité mystique: il y compose aussi facilement en prose qu’en vers. Sa carrière comme auteur commence en 1617 avec son De prima scribendi origine et universae rei litterariae antiquitate, une dissertation sur l'invention des lettres et des genres d'écriture, ainsi que des instruments dont se servaient les anciens pour écrire.

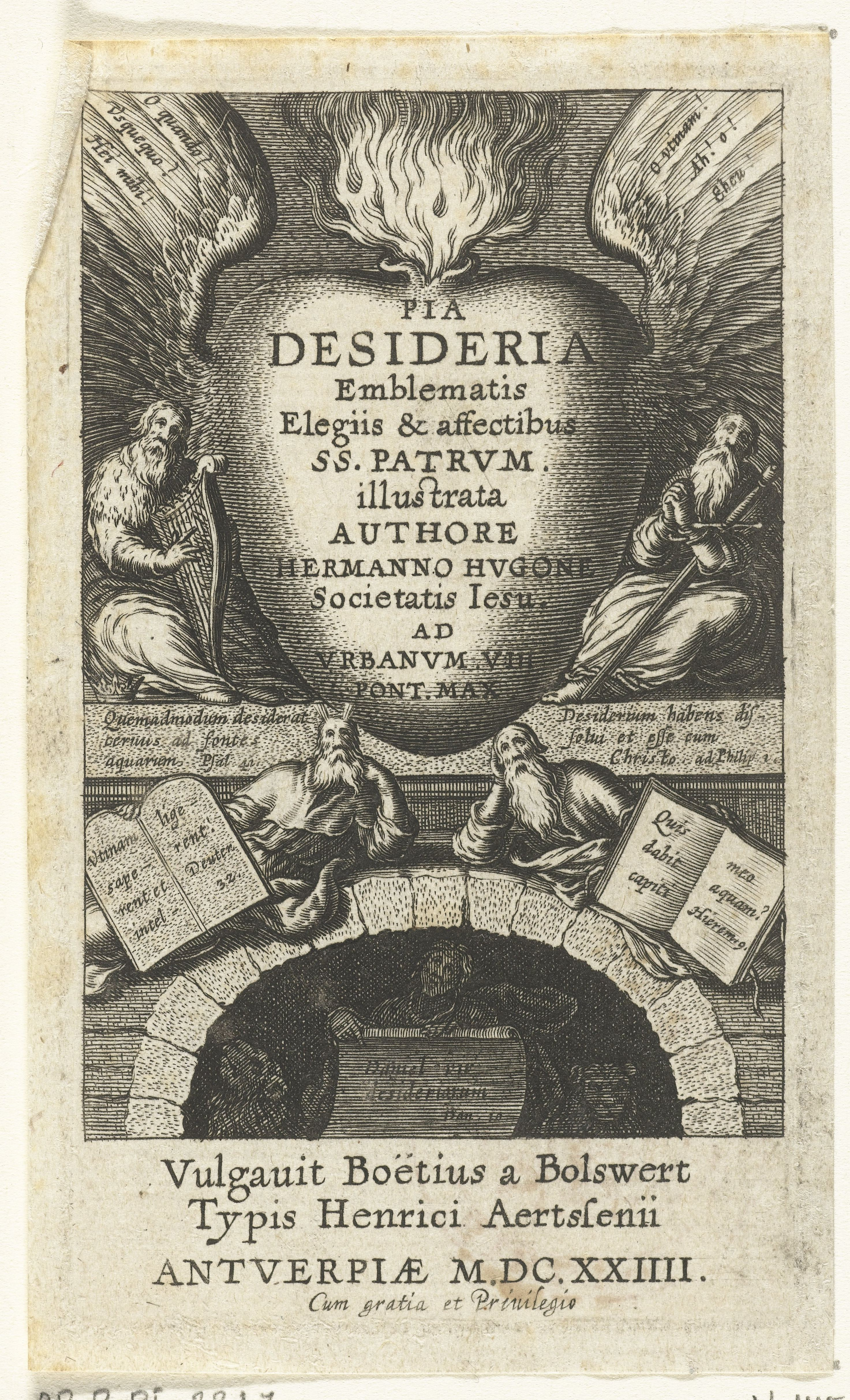
Pia desideria emblematis, elegiis & affectibus S. S. Patrum illustrata, Anvers, 1624.

Son œuvre maîtresse sort de presse à Anvers en 1624 : Pia desideria. Emblematis elegiis et affectibus SS. Patrum illustrata. Ses Pia desideria sont rédigés en vers latins et comprennent trois livres. (Livre I) Gemitus animae poenitentis. (livre II): Vota animae sanctae. (livre III): Suspiria animae amantis. Il s'agit de longues paraphrases en vers élégiaques de divers passages de l'Écriture Sainte et de Pères de l’Église écrits d'une plume poétique. Cette œuvre, dont le sujet est l'âme en recherche de la sainteté est une des plus populaires de la littérature emblématique de l'époque baroque. Elle a exercé une influence décisive: quelque quarante éditions en latin jusqu'à 1757, sans compter les traductions et adaptations.
Respecté autant par les hommes de troupe que les officiers Herman Hugo meurt en service le 12 septembre 1629, emporté par la peste. Il a à peine 41 ans.

## Écrits
- 1617: De prima scribendi origine, et universae rei literariae antiquitates," 8 volumes, Anvers, 1617. (ce livre a été réédité par Trotzius 1738)
- 1620: De vera fide capessenda, Anvers.
- 1624: Pia Desideria Anvers, in octavo, Boetius, 1624.
- 1626: Obsidio Bredana, sub Ambrosio Spinola, in folio, Anvers, 1629.
- 1630: Militia equestris, Antiqua et nova, in folio, Anvers, 1630.